# Kísérő (Ki vagy, doki?)
A hosszú ideje futó sci-fi sorozat, a Ki vagy, doki? című sorozat szereplője a Kísérő, vagyis a Doktor asszisztense.

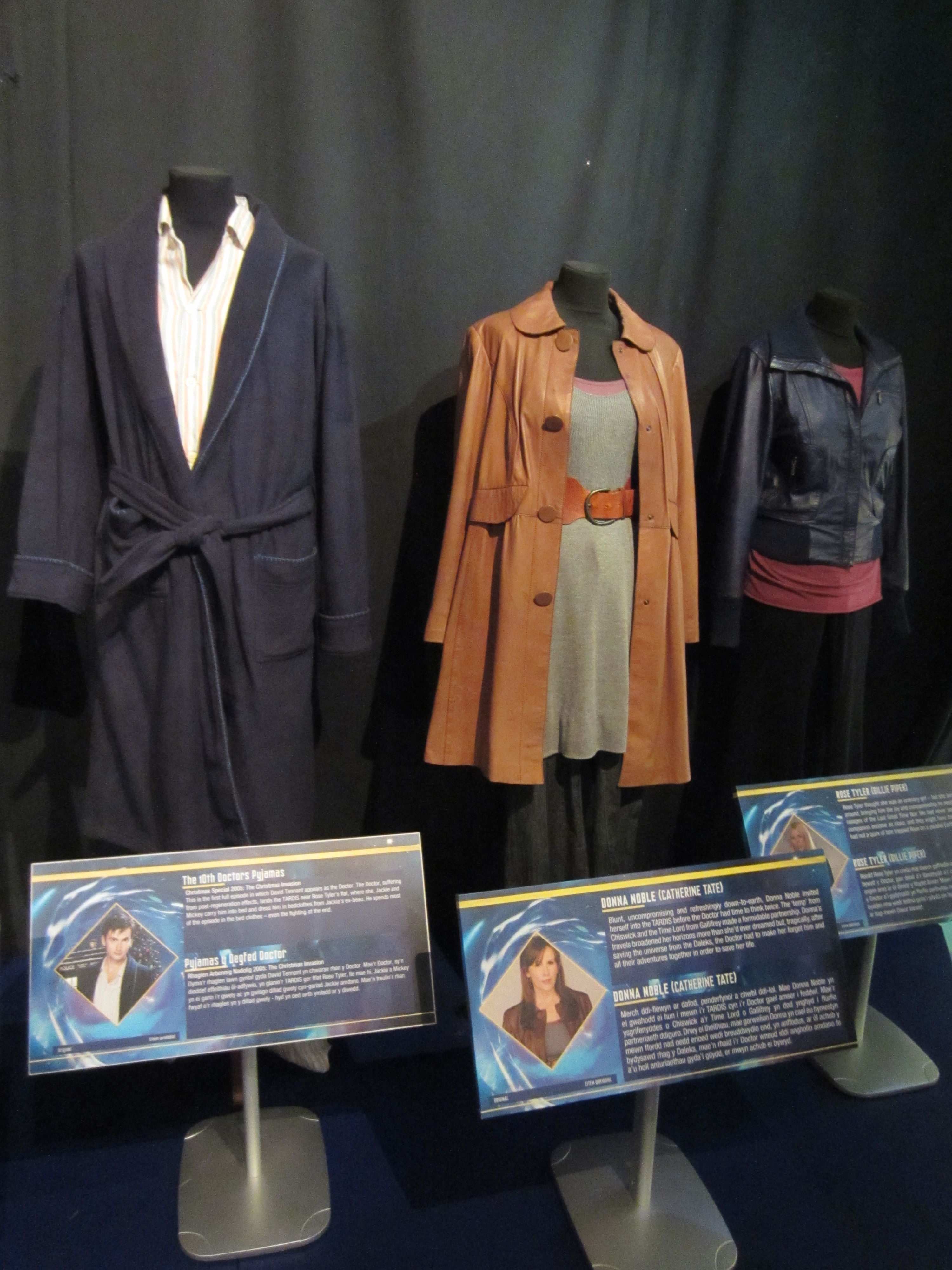
Doctor Who Experience Cardiff - The Doctor's Companions (14418582718)

## A Doktor útitársainak listája

### Az Első Doktor útitársai
- Susan Foreman (Carole Ann Ford)

A Doktor útitársa és unokája egyben.
Megjelenések az 1. Doktor idejében: az 1. rész és a 10. részek közt.
- Barbara Wright (Jacqueline Hill)

Susan történelem tanára volt.
Megjelenések az 1. Doktor idejében: az 1. rész és a 16. részek közt.
- Ian Chesterton (William Russell)

Susan technika tanára volt.
Megjelenések az 1. Doktor idejében: az 1. rész és a 16. részek közt.
- Vicky Pallister (Maureen O'Brian)

Egy 25. századból való árva tinédzser volt.
Megjelenések az 1. Doktor idejében: a 11. rész és a 20. részek közt.
- Steven Tayler (Peter Purves)

A Föld jövőjéből származó űrhajós mérnök volt. Egy űrhajótörés során menekült a Tardis-ba. Többször is vitába keveredtek a Doktor be nem avatkozási elvei miatt.
Megjelenések az 1. Doktor idejében: 17. rész és a 26. részek közt.
- Katarina (Adrienne Hill)

Útitárs a múltból. Ő volt az egyik, aki mint útitárs halt meg.
Megjelenések az 1. Doktor idejében: 20. rész és a 21. rész közt.
- Sara Kingdom (Jean Marsh)

Egy biztonsági tisztviselő a 41. századból.
Megjelenések az 1. Doktor idején: 21. rész
- Dorothea "Dodo" Chaplet (Jackie Lane)

Dodo egy egyszerű, világos és boldog.
Megjelenések az első Doktor idején: 22. rész és a 27. részek között.
- Polly Wright (Annake Wills)

Egy fiatal nő volt.
Az első Doktor útitársa a 27. rész és a 28. részek között.
- Ben Jackson (Michael Craze)

Az Angol Haditengerészetnél szolgált, majd 1966-ban csatlakozott a Doktorhoz.
Az első Doktor útitársa a 27. rész és a 28. részek között.

### A Második Doktor útitársai
- Polly Wright (Annake Wills)

Egy fiatal nő volt.
A második Doktor útitársa a 29. rész és a 35. részek között.
- Ben Jackson (Michael Craze)

Az Angol Haditengerészetnél szolgált, majd 1966-ban csatlakozott a Doktorhoz.
A második Doktor útitársa a 29. rész és a 35. részek között.
- Jamie McCrimmon (Frazer Hines)

Az első skót útitárs. Egy 1746-os csatát követően csatlakozott a második Doktorhoz és hosszú ideig utazgatott vele. Néha okoztak neki gondot a technikai dolgok, de éles esze révén mindig jól feltalálta magát.
A második Doktor útitársa a 31. rész és az 50. részek közt
- Victoria Waterfield (Deborah Watling)

A viktoriános Angliából jött, akinek az apjának az időutazással kapcsolatos kísérletei felkeltették a dalekok érdeklődését.
A második Doktor útitársa a 36. rész és a 42. rész közt.
- Zoe Herriot (Wendy Pudbury)

Fiatal asztrofizikus a 21. század közepéből. A kiborgok egyik korai találkozása során csatlakozott a Doktorhoz.
A második Doktor útitársa a 43. rész és az 50. részek közt.
- Brigadier Lethbridge-Stewart dandártábornok (Nicholas Courtney)

A Doktor egyik legismertebb társa, 1968-ban találkozott vele még mint ezredes. 1969-ben már UNIT-nál dandártábornokként dolgozott. 1970 és 1976 között gyakran szerepelt. 1983-ban és 1989-ben visszatért egy-egy történetben. Utoljára 2008-ban láthattuk a Sarah Jane kalandjaiban.
A második Doktor társa a 41. a 46. részben, de vele csak a The Five Doctors-ban utazott vele.

### A Harmadik Doktor útitársai
- Elizabeth "Liz" Shaw (Caroline John)

Az UNIT alkalmazásában álló, meteoritokkal foglalkozó tudós volt.
A harmadik Doktor útitársa az 51. rész és az 54. részek között.
- Jo Grant (Katy Manning)

A UNIT civil munkatársa. 2010-ben összetalálkozott a 11. Doktorral és Sarah Jane Smith-el.
A harmadik Doktor útitársa az 55. rész és a 69. részek közt.
- Sarah Jane Smith (Elisabeth Sladen)

Újságíró. A Doktor egyik legismertebbik útitársa. Szerepel néhány későbbi részben és spin-off filmben. 2006 és 2010 között többször is feltűnt. Főszereplője a 2007 és 2011 között adásban levő Sarah Jane kalandjaiban.
A harmadik Doktor útitársa a 70. rész és a 74. részek közt.

#### Vitatott társak
- Brigadier Lethbridge-Stewart dandártábornok (Nicholas Courtney)

A Doktor egyik legismertebbik társa. 1968-ban találkozott először ezredesként. 1969-ben már Unitnál dandártábornokként dolgozott. 1970 és 1976 között gyakran feltűnt. Majd 1983-ban és 1989-ben visszatért a régi sorozat során, és csak 2008-ban tűnt fel utoljára a Sarah Jane kalandjaiban.
A harmadik Doktor társa az 51. rész és a 74. részek közt egyes részek kivételével.
- Benton őrnagy (John Levene)

A 46. részben még tizedesként, majd az 52. résztől a 71. részig őrmesterként, 75. résztől pedig tiszthelyettesként találkozik a Doktor.
A harmadik Doktor társa az 53. résztől 17 történetben.
- Mike Yates (Richard Franklin)

A Unit egyik kapitánya.
A harmadik doktor társa az 55. résztől a 71. részig

### A Negyedik Doktor társai
- Sarah Jane Smith (Elisabeth Sladen)

Újságíró. A Doktor egyik legismertebbik útitársa. Szerepelt néhány későbbi részben és spin-off filmben. 2006 és 2010 között többször is feltűnt. Főszereplője a 2007 és 2011 között adásban levő Sarah Jane kalandjaiban.
A negyedik Doktor útitársa a 75. rész és a 87. részek közt.
- Harry Sullivan (Ian Marter)

A Unit orvostisztje volt.
A negyedik Doktor útitársa a 75. rész és a 80. részek közt, valamint csak társként a 83. részben.
- Leela (Louise Jameson)

Egy harcias amazon, aki egy űrhajótörés túlélőinek mostoha körülmények között élő leszármazottja.
A negyedik Doktor útitársa a 87. rész és a 97. részek között.
- K-9 (eredeti hangja John Leeson)

A Doktor szuperintelligens robotkutyája volt, "akiből" több példány született.
Az alábbiakkal ez történt:
- Mark I: Leelával maradt a Gallifrey-n.
- Mark II: Románával maradt az E-térben.
- Mark III: Sarah Jane-nek ajándékozta aki később az Osztálytalálkozó részben áldozta fel magát azzal, hogy legyőzi a krillitánokat.
- Mark IV: Sarah Jane-nek adja, miután elposztolt, később egy ideig őrizett egy fekete lyukat, majd Sarah Jane-ékkel maradt, majd Sarah Jane örökbefogadott fiával Luke-val elmentek.
- Mark 2: a Mark 1 elposztolása után példánya. A K-9 sorozat főszereplője.

A negyedik Doktor társa a 93. résztől a 97. részig (Mark 1), a 98. résztől a 113. részig (Mark 2).
- 1.Romana (Mary Tamm)

Ő is Idő Lord. A Doktor a Fehér Őrző küldte segítségnek az Idő Kulcsának darabjainak a megtalálásában. Miután befejezték a küldetést, azután egy idővel később regenerálódott.
A negyedik Doktor útitársa a 98. résztől a 104. részek közt.
- 2.Romana (Lalla Ward)

Ő szintén Romana, aki az 1.Romana regenerálóciójának eredménye. Később egy rabszolganép vezére lett az E-térben. Jóval később az Időháború kirobbanásakor az Idő Lordok Nagy Tanácsának elnöke
A negyedik Doktor útitársa a 104. résztől a 113. részig.
- Adric (Matthew Waterhouse)

Matematikai zseni volt, egyben a Tardis legfiatalabb utasa.
A negyedik Doktor útitársa a 112. résztől a 116. részig.
- Nyssa (Sarah Sutton)

Szakértője a Bioelektronikának.
A negyedik Doktor útitársa a 115. résztől a 116. részig.
- Tegan Jovanka (Janet Fielding)

Ő volt a leghosszabb ideig a Doktor útitársa. A heathrow-i repülőtérre menet véletlenül lépett a Tardis-ba, s bár a Doktor örökösen ígérte, hogy elviszi a repülőtérre, ez egyre húzódott.
A negyedik Doktor útitársa a 116. részben

### A Ötödik Doktor útitársai
- Adric (Matthew Waterhouse)

Matematikai zseni volt, egyben a Tardis legfiatalabb utasa. A Doktorral utazott tragikus haláláig.
A ötödik Doktor útitársa a 117. résztől a 122. részig.
- Nyssa (Sarah Sutton)

Szakértője a bioelektronikának.
A ötödik Doktor útitársa a 117. résztől a 127. részig.
- Tegan Jovanka (Janet Fielding)

Ő volt a leghosszabb ideig a Doktor útitársa. A heathrow-i repülőtérre menet véletlenül lépett a Tardis-ba, s bár a Doktor örökösen ígérte, hogy elviszi a repülőtérre, ez egyre húzódott.
Az ötödik Doktor útitársa volt a 117. résztől a 134. részig
- Vislor Torlough (Mark Strickson)

Egy Angol iskolában tanult, mikor kénszer hatására csatlakozott az ötödik Doktorhoz. Kezdetben ellenség volt, majd szövetséges. Őutána egészen a sorozat újraindulásáig nem volt férfi útitárs.
Az ötödik Doktor útitársa 126. résztől a 134. részig.
- Kamelion (eredeti hangja: Gerald Flood)

Egy alakváltó android volt, akit a Mester a Doktor ellen akart felhasználni. A Doktor egy időre maga mellé állította, de mikor a Mester ismét a maga befolyása alá vonta, a Doktor megsemmisítette.
Az ötödik Doktor társa a 129. és a 135. részekben volt.
- Peri Brown (Nicole Bryant)

Az első útitárs Amerikából. A Kaliforniai Egyetem hallgatója.
Az ötödik Doktor útitársa a 135. és a 136. részekben.

### A Hatodik Doktor útitársai
- "Peri" Brown (Nicole Bryant)

Az első útitárs Amerikából. A Kaliforniai Egyetem hallgatója.
A hatodik Doktor útitársa a 137. résztől és a 145. részek közt.
- "Mel" Bush (Bonnie Langford)

Számítógép szakértő volt. Csodálatosan tudott cérna hangon sikítani.
A hatodik Doktor útitársa a 146. és a 147. részekben.

### A Hetedik Doktor útitársai
- "Mel" Bush (Bonnie Langford)

Számítógép szakértő volt. Csodálatosan tudott cérna hangon sikítani.
A hatodik Doktor útitársa a 148. résztől a 151. részekig.
- "Ace" (Sophie Aldred)

Kémia iránt érdeklődő tinédzser, aki véletlenül került a Tardis-ra.
A hetedik Doktor útitársa a 151. résztől a 159. részig.

### A Nyolcadik Doktor útitársai
- Grace Holloway (Daphne Ashbrook)

A Doktort segítette visszatalálni a Tardisba a sorozat 1996-os tévéfilmben.
A nyolcadik Doktor útitársa a 160. részben.
Megjegyzés: a nyolcadik Doktornak volt több társa is, de azok a róla szóló könyvekben, audio drámákban szerepelnek.

### A Kilencedik Doktor útitársai
- Rose Tyler (Billie Piper)

Egy eladó volt egy londoni áruházban, majd a Doktorral utazott.
A kilencedik Doktor útitársa a 161. és a 170. részek közt.
- Adam Mitchell (Bruno Langley)

Egy titkos UFO múzeumban dolgozott technikusként. Nem évezhette a Tardis vendégszeretetét, mert a rossz viselkedése miatt a Doktor kidobta.
A kilencedik Doktor társa volt a 165. és a 166. részekben.
- Jack Harkness kapitány (John Barrowman)

1941-ben akadt össze a Doktorral, majd vele utazott, míg el nem utaztak 200100-ba.
A kilencedik Doktor útitársa volt a 168. és a 170. részek közt.

### A Tizedik Doktor útitársai
- Rose Tyler (Billie Piper)

Egy eladó volt egy londoni áruházban, majd a Doktorral utazott. Végül egy párhuzamos világban ragadt.
A kilencedik Doktor útitársa a 171. és a 181. részek közt. Később megjelent a 201. és a 202. részekben
- Mickey Smith (Noel Clarke)

A kilencedik és tizedik Doktor útitársának, Rose Tylernak barátja volt. Jó néhány részben szerepelt, majd a tizedik Doktorral utazott egy ideig. Utána egy párhuzamos Földön harcolt a cybermanek ellen. Visszatérése után Martha Jones felesége lett.
A tizedik Doktor útitársa a 174. és a 176. részek közt, valamint társa 202. részben.
- Sarah Jane Smith (Elisabeth Sladen)

Újságíró. A Doktor egyik legismertebb útitársa. Feltűnik néhány későbbi részben és spin-off filmben. 2006 és 2010 között többször is feltűnt. Főszereplője a 2007 és 2011 között adásban levő Sarah Jane kalandjaiban.
A tizedik Doktor társa a 174. és a 202. részben.
- Donna Noble (Catherine Tate)

Először a 181. rész végén jelent meg amikor a Doktor elbúcsúzott Rose-tól. Majd az azt követő kaland után felkérte hogy a Doktor hogy utazzon vele, akkor még visszautasította. Később a 193. részben megpróbált csatlakozni a Doktorhoz, ami sikerült neki. Később a 202. rész végén kitette a Doktor, hogy őt megmenthesse a halálától.
A tizedik útitársa a 182. részben, majd a 193. és a 202. részek közt.
- Martha Jones (Freema Agyeman)

Orvostanhallgató volt. Miután távozott a Doktortól, a Unitnál dolgozott orvosszakértőként.
A Doktor útitársa a 183. és a 191. részek közt, valamint a 196., 197. és a 202. részben.
- Astrid Peth (Kylie Minogue)

Egy pincérnő volt a Titanic Csillaghajón, aki feláldozta az életét, hogy megmenthesse a Doktort.
A Doktor társa a 192. részben
- Jackson Lake (David Morrisey)

Egy férfi akit egy info pecsét által azt hitte önmagáról, hogy ő a Doktor. Később rájött a valódi Doktor az egészre, és elmondta az igazat.
A tizedik Doktor társa a 203. részben.
- Lady Christina de Souza (Michelle Ryan)

Egy nő, aki ellopott egy serleget egy múzeumból. A lopás után buszra szállt, ahol találkozott a Doktorral, majd váratlanul egy bolygón ragadt a többiekkel. A Doktor által visszajutottak a Földre. Christina a Doktorral akart utazni, de a Doktor elutasította, mert féltette az ő életét.
A tizedik Doktor társa 204. részben.
- Adelaide Brooke (Lindsay Duncan)

Egy marsi kolónia lakója. A Doktor egyik társa, aki meghalt.
A tizedik Doktor társa a 205. részben.
- Wilfred Mott (Bernard Cribbins)

Donna nagyapja, aki többször is találkozott a Doktorral.
A tizedik Doktor társa a 206. részben.

### A Tizenegyedik Doktor útitársai
- Amelia Jessica "Amy" Pond (Karen Gillan)

Már gyerekkorában találkozott a tizenegyedik Doktorral, s csak (a Doktor szemszögéből) fél órával később 21 évesen lett a Doktor útitársa. Számára a Doktor képzeletbeli barát volt, akit ő "Szakadt Doktor"-nak nevezte. A korábbi társaktól ellentétesen nem félt ellenszegülni a Doktornak. Végül a Síró Angyalok ténykedése miatt el kellett szakadni a Doktortól.
A Doktor útitársa a 207. és 236. részek közt a tizenegyedik Doktor útitársa.
- Rory Williams (Arthur Darvill)

Amy régi barátja, majd férje. A Doktor csak azért vette magához útitársnak, hogy nehogy miatta veszélybe kerüljön Amy és Rory kapcsolata. Kezdetben félénk, és a Doktorral feszült a kapcsolata, de később alkalmazkodik.
A Doktor útitársa a 211. és a 236. rész között.
- River Song (Alex Kingston)

A Doktor rejtélyes társa, aki a Doktor különböző idejeiben jelenik meg. Először a Könyvtárban futott össze a Doktorral, ahol megölte önmagát a Doktor életének érdekében. Ő segített Doktornak eltitkolni a kilétét azzal, hogy látszatra megöli a Doktort. A 222. részben kiderült, hogy ő Amy és Rory lánya.
A Doktor társa a következő részekben:
- - 199. rész: A kihalt könyvtár/Holtak erdeje
  - 210. rész: Az angyalok ideje/Hús és kő
  - 218. rész: A Pandorica/A Nagy Bumm
  - 220. rész: A lehetetlen űrhajós/A Hold napja
  - 224. rész: Egy jó ember hadba száll/Öljük meg Hitlert
  - 227. rész: River Song esküvője
  - 233. rész: Az Angyalok megszállják Manhattan-t
  - 245. rész: A Doktor neve
- Craig Owens (James Corden)

A Doktor egyszer vele lakott, azért hogy kinyomozhassa, mi van a házában (Az albérlő). Később egy áruházbeli nyomozása során boltosként találkozik vele.
A tizenegyedik Doktor társa a 226. részben.
- Clara Oswald (Jenna-Louise Coleman)

2012 (jobban mondva 1892) karácsonyakor találkozott a Doktorral. Vagy talán előbb? A kalandvágyó és titokzatos lány kilendíti a Doktort az Amy és Romy elvesztése által okozott apátiájából.
A tizenegyedik Doktor útitársa a 235. résztől (de először a 229. 234. részekben jelent meg "visszhangként").

## Meghalt társak
A sorozat során a Doktornak sok kísérője halt meg.
- Először a The Daleks’ Master Plan c. részben halt meg két társ. Az egyik Katarina volt a negyedik epizódban. A másik Sara Kingdom a történet végefelé halt meg, mikor rajta használták az Idődeskruktor nevezetű eszközt.
- A következő áldozat Adric volt, aki az Earthshock című történet végén halt meg, i. e. 65000000-ban, amikor egy múltba utazott űrhajót akart megállítani (hiába), s ennek következtében kihalnak a dinoszauruszok.
- Kamelion megsemmisül a Planet of Fire c. történet 4. epizódjának végén, amikor a robot visszaveszi öntudatát, és arra kéri a Doktort, hogy pusztítsa el.
- A K-9-es robotkutya harmadik példánya akkor pusztult el, amikor a Doktort menti meg a krillitánoktól. Később a rész végén a Doktor készít egy új példányt a robotkutyából, s azt szintén Sarah Jane-nek adta (Osztálytalálkozó).
- Astrid Peth feláldozza magát a Doktor nevében, amikor megöli Max Capricorn-t, hogy az Idő Lord eljuthasson a csillaghajó kormányához (Az elkárhozottak utazása).
- A Mars vizei rész végén kiderül, hogy Adelaide Brooke megöli magát a Földön ahelyett, hogy hősiesen haljon meg a Marson.
- Sarah Jane Smith említi Harry Sullivan halálát a Sarah Jane kalandjai spin-off sorozat A Doktor halála című epizódjának végén.
- Brigadier Lethbridge-Stewart dandártábornok halála kiderül a River Song esküvője c. epizód elején.
- Az Angyalok megszállják Manhattan-t c. epizódban kiderül, hogy Rory Williams és Amelia Jessica "Amy" Pond meghaltak a múltban, (nézőpontukból) sok évvel, hogy a Síró Angyalok miatt utaztak vissza. A sírkő szerint Amy 87, Rory 82 évesen.

### Mérsékelten
A Doktor meghalt társai között vannak olyanok, akik valamilyen módon túlélték, vagy feltámadtak, vagy más történt velük valójában.
- A The Trial of a Time Lord történet második "felvonásában" (Mindwarp) meghal Peri Brown miután felváltotta agyát Kiv, és megöli Yrcanos király. A negyedik "felvonásában" viszont kiderül, hogy valójában nem halt meg Peri. Az is kiderül, hogy Yrcanos hitvese.
- Grace Holloway-t (és Chang Lee-t) megöli a Mester, de amikor a Tardis Harmónia Szemének köszönhetően újjáéledt(ek).
- Jack Harkness kapitány meghal, amikor a Dalekok megtámadták a Csata után találkozunk c. epizódban. A rész végén a Tardis szívétől, azaz Rose-ban a Gonosz Farkastól örök életet kapott.
- River Song feláldozza magát Holtak erdeje c. részben a Doktor helyett áldozta be magát a Könyvtár adatmagába. Majd egy digitális másolat készült a tudatáról, és az adatmagban él tovább. River több későbbi részben is visszatér. A halál utáni énje egyszer újra megjelent a A Doktor neve című epizódban is.
- Egy alternatív idővonalon (A másik út) meghal Sarah Jane Smith, Martha Jones (és Sarah társai Luke Smith, Maria Jackson, és Clyde Langer) a Royal Hope Kórházban. Később meghal Jack Harkness kapitány (és társai a Torchwood 3-as csapata (Gwen Cooper, és Dr. Owen Harper)), amikor a szontárok ténykedtek a Földön. Az események nem történnek mert, mert Donna Noble visszautazott a múltba, hogy önmagát arra kényszerítse, hogy ne hallgasson az anyjára.
- Sarah Jane Smith meghal, amikor Mi történt Sarah Jane-nel? c. részben a Szélhámos felcserélte az ő és barátnője sorsát, ami miatt létrehozott egy alternatív idővonalat. A rész végén az idővonalat visszaállították.
- Rory Williams-et megöli egy Eknodine életforma egy álomvilágban. A rész végén a Doktor felismeri, hogy mindkét világ álomvilágban, s Rory feltámadhatott (Amy választása)
- Rory ismét meghal, mikor feláldozza magát, hogy a Doktor helyett az ő kezét teszi a repedésbe, ami úgy néz ki mint ami volt Amy szobájában. Az áldozás után egy idővel, még el is feledkeztek Rory-ról. (Hideg vér) Majd Auton másolat készült róla, majd kénszer miatt megöli Amy-t. (A Pandorica) A következő részben Rory-nak nyílt egy lehetősége feltámasztani a jegyesét, azzal, hogy a Doktorral kicserili a Pandorica-ban, amivel feltámad. Később a Doktor visszamegy a Pandorica-ba, és újraindítja a világegyetemet, a repedéseket kitörölvén. (A Nagy Bumm)
- A lány, aki várt című Amy Pond egy régebbi változata a handbot-oknál maradt. Később a részben az a változat elkezd törlődni, de a Doktor megmentette, azzal, hogy a kettőt összeolvasztotta.
- Az öreg, és haldokló Rory fiatal változata kerül maga elé, továbbá Amy, a Doktor és River Song. Majd Rory és Amy leugranak a tetőről ezáltal megakadályozzák, hogy a Síró Angyalok visszaküldjék a múltba. Majd az idővonal helyreállásával megakadályozódott az egész (egy rövid idejig).
- A hóemberek című részben meghal Clara Oswin Oswald a Jégnevelő nő miatt. Szintén meghal egy korábbi részben (A dalek menhely), s ezúttal Dalek-ká vált, de tudata megmaradt. Majd a Doktor helyett ő elpusztította magával együtt a Dalek menhelyet. A "harmadik változata" továbbá él a mai Angliában.

## Fordítás
- Ez a szócikk részben vagy egészben  a   Companion (Doctor Who) című angol Wikipédia-szócikk fordításán alapul.  Az eredeti cikk szerkesztőit annak laptörténete sorolja fel. Ez a jelzés csupán a megfogalmazás eredetét és a szerzői jogokat jelzi, nem szolgál a cikkben szereplő információk forrásmegjelöléseként.